# Chilon van Sparta

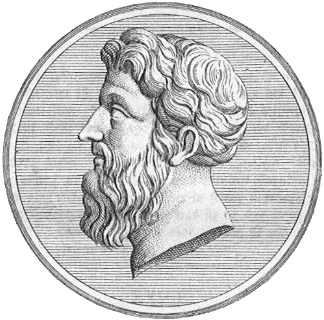
Chilon van Sparta

Chilon van Sparta, ook bekend als Cheilon de Lakedaemoniër (Grieks: Χίλων ὁ Λακεδαιμόνιος), de zoon van Damagetus, was een Lacedaemoniër en een van de Zeven Wijzen van Griekenland. Hij heeft een belangrijke rol in het klassieke Sparta gespeeld. Hij was efoor in de 55e/56e olympiade (560/556 v.Chr.). Volgens sommigen versterkte hij de positie van de 'efoor' door hen adviseurs van de twee koningen te maken. Dit wordt betwist door Satyrus, die deze vernieuwing toeschrijft aan Lycurgus.

## Citaten
Demetrius van Phalerum schrijft aan hem de onderstaande spreuken toe. „Chilon, zoon van Damagetos, de Lakedaimoniër, zei“ (γ (172, 33) Χείλων Δαμαγήτου Λακεδαιμόνιος ἔφη):
1. "Ken uzelf" / Γνῶθι σεαυτόν.

2. "Alles met mate." / Πίνων, μὴ πολλὰ λάλει• ἁμαρτήσῃ γάρ.

5. "Wees op reis niet te haastig." / ᾿Επὶ τὰ δεῖπνα τῶν φίλων βραδέως πορεύου, ἐπὶ δὲ τὰς ἀτυχίας ταχέως.

6. "Geef geen dure trouwfeesten." / Γάμους εὐτελεῖς ποιοῦ.

7. "Spreek geen kwaad over de doden." / Τὸν τετελευτηκότα μακάριζε.

8. "Heb eerbied voor de ouderdom." / Πρεσβύτερον σέβου.

10. "Geef de voorkeur aan verlies boven oneervolle winst; het eerste doet een keer pijn; het laatste een heel leven." / Ζημίαν αἱροῦ μᾶλλον ἢ κέρδος αἰσχρόν• τὸ μὲν γὰρ ἅπαξ λυπήσει, τὸ δὲ ἀεί.

11. "Lach niet om het ongeluk van een ander." / Τῷ δυστυχοῦντι μὴ ἐπιγέλα.

11. "Praat niet meer dan je verstand toestaat." / Ἠ γλῶσσά σου μὴ προτρεχέτω τοῦ νοῦ.

15. "Houd je woede onder controle." / Θυμοῦ κράτει

16. "Wens niet wat onmogelijk is." / Μὴ ἐπιθύμει ἀδύνατα.

17. / ᾿Ἐν ὁδῷ μὴ σπεῦδε προάγειν, μηδὲ τὴν χεῖρα κινεῖν• μανικὸν γάρ.

19. "Gehoorzaam de wetten." / Νόμοις πείθου.

20. / Ἀδικούμενος διαλλάσσου•ὑβριζόμενος τιμωροῦ.
- "Wanneer iemand streng en rechtvaardig is, zullen zijn buren hem eerder respecteren dan vrezen."
- "Leer je huishouden te reguleren."
- "Heb geen afkeer van goddelijke uitverkiezing."

- Gemeinsame Normdatei: 102384746
- International Standard Name Identifier: 0000 0000 1317 7842
- Nationale Bibliotheek van Polen: a0000003635163
- Virtual International Authority File: 5317648
- WorldCat: E39PCjqydqdyhMF4vh8r6tcCYq